# Quaternio terminorum
Quaternio terminorum (łac. czwórmian terminów) – jeden z błędów logiczno-językowych, z grupy wieloznaczności aktualnej, rodzaj ekwiwokacji.
Quaternio terminorum występuje wtedy, gdy termin wspólny dla obydwu przesłanek sylogizmu (tzw. termin średni) jest użyty w innym znaczeniu w każdej z przesłanek (jest dwuznaczny).
Przykład: Każdy pęd drzewa owocowego wychodzący z konaru jest wilkiem, każdy wilk jest mięsożerny, więc każdy pęd drzewa owocowego wychodzący z konaru jest mięsożerny.